# Alexandre Douala Manga Bell
Alexander Douala-Bell (* 3. Dezember 1897; † 19. September 1966 in Douala; deutsche Schreibweise Duala-Bell, frz. auch Alexandre Douala Manga Bell) war König des Duala-Volkes in Kamerun. Während des Ersten Weltkriegs diente er in der württembergischen Armee.

## Leben

### Jugend in Deutschland
Alexander Douala-Bell wurde am 3. Dezember 1897 im Raum Douala als ältester Sohn des Königs Rudolf Manga Bell geboren. Kamerun war zu diesem Zeitpunkt deutsche Kolonie. Kaiser Wilhelm II. wollte, dass die deutschen Überseegebiete auch in Berlin stärker präsent waren. So wurde der damals vierjährige Prinz Alexander an den deutschen Kaiserhof gebracht, um eine höhere Bildung zu erlangen und einen Eindruck von der Kolonialmacht Kameruns zu bekommen. Prinz Alexander lernte schnell: erst Deutsch, dann Französisch, Englisch und Spanisch sowie Russisch, aber auch Lateinisch, Altgriechisch und Hebräisch. Der gläubige Christ las täglich ein Kapitel des Neuen Testaments in der griechischen Urfassung. 
Später trat er in das Ulmer Ulanen-Regiment „König Karl“ (1. Württembergisches) Nr. 19 ein. Laut Schilderung des Autors Nerius Namaso Mbile nahm Douala-Bell an der Schlacht von Gallipoli teil, bei der 1915/16 ein britisch-französischer Angriff auf die Dardanellen abgewehrt wurde. Ein Jahr zuvor war in Douala-Bells Heimat Kamerun sein Vater, Rudolf Manga Bell, nach einem Konflikt mit der deutschen Kolonialverwaltung unter dem Vorwurf des Hochverrats hingerichtet worden. Mbiles Behauptung, Douala-Bell sei schließlich zum (dann vermutlich ersten afro-deutschen) Offizier aufgestiegen, ist hingegen nicht belegt. Douala-Bell ist weder in der 1913 edierten Rangliste des Regiments für das Jahr 1912 aufgeführt (damals wäre er 15 Jahre alt gewesen!), noch in der Ehren-Rangliste des Jahres 1926, die alle Personalveränderungen ab 1914 berücksichtigt.
1919 heiratete Alexander Douala-Bell in Hamburg Andrea Jimenez Berroa (1902–1985), Tochter der Hamburgerin Emma Mina Filter und des kubanischen Pianisten Jose Manuel Jimenez Berroa, Professor am Hamburger Musikkonservatorium. Aus der Ehe gingen zwei Kinder hervor, Sohn Jose Emmanuel (1920–1947) und Tochter Andrea Tüke Ekedi (1921–2003).

### Leben in Frankreich und Kamerun
Durch den Vertrag von Versailles wurde ein Teil Kameruns (Cameroun) 1919 französisch. Die französische Regierung forcierte nun den Umzug Alexander Douala-Bells nach Frankreich, da sie sich von ihm einen Nutzen bei der Legitimierung der neuen französischen Herrschaft in Kamerun versprach. Andererseits misstraute sie ihm wegen seines deutschen Hintergrundes und setzte darauf, ihn vor einer Rückkehr nach Kamerun zu „französisieren“. Mitte 1919 zog das Ehepaar Bell nach Paris. Nach einigen vorübergehenden Aufenthalten in dem ihm fremd gewordenen Land kehrte Alexander Douala-Bell 1922 nach Kamerun zurück, jedoch ohne seine Frau Andrea Manga Bell und die Kinder, die in Europa blieben. In den folgenden Jahren musste er um seine Position in Kamerun kämpfen sowie um seinen Familienbesitz, um den er einen 18 Jahre andauernden Gerichtsprozess führte. 1937 wurde er französischer Staatsbürger.
Als die Franzosen zur Vollendung der Eisenbahnlinie Douala-Yaoundé ganze Volksstämme zur Zwangsarbeit rekrutierten, griff der inzwischen König gewordene Douala-Bell ein und erhob seine Stimme. Sein Ruf wurde gehört und Zwangsarbeit in Kamerun abgeschafft.
Im Zweiten Weltkrieg kämpfte Alexander Douala-Bell auf der Seite Frankreichs und meldete sich in Dakar zur französischen Armee. In der Nachkriegszeit konnten alle französischen Kolonialgebiete Abgeordnete nach Paris schicken. Alexander Douala-Bell wurde 1945 als einer der Vertreter Kameruns in die Verfassunggebende Versammlung der Vierten Republik gewählt. Bei den Parlamentswahlen 1946 erzielte er fast eine Zwei-Drittel-Mehrheit. 1951 und 1956 wurde er wiedergewählt. Von 1946 bis 1955 war er Mitglied der Fraktion des MRP (Mouvement républicain populaire), in seiner letzten Legislaturperiode von 1956 bis zu seinem Ausscheiden 1958 gehörte er zu den „Indépendants d’outre-mer“. 1952 war er Delegierter Frankreichs bei der UN-Vollversammlung. Ab 1952 war er auch Mitglied der Territorialversammlung von Kamerun.

### Tod des Sohnes
In Dakar hatte er 1942 wieder Kontakt zu seinem Sohn Emmanuel aufgenommen, den er seit seiner Übersiedlung nach Kamerun nicht mehr gesehen hatte. Beim Besuch Emmanuels in Douala 1947 kam es zu einem Streit, der dazu führte, dass Alexander am 15. September 1947 seinen Sohn erschoss und ins Gefängnis kam. Bereits am 19. November 1947 wurde er wieder freigelassen. Der Tod seines Sohnes wurde als Unfall eingestuft. Das Parlament lehnte die Aufhebung der Immunität ab. Bemühungen von Andrea Manga Bell, doch noch ein Gerichtsverfahren zu erreichen, blieben erfolglos.
Erst 1951 wurde Alexander Douala-Bell als Oberhaupt der Douala  (Chef  supérieure) inthronisiert. Am 19. September 1966 starb Alexander Douala-Bell in seiner Heimat. Sein Nachfolger als Oberhaupt der Douala wurde sein Neffe René Douala Manga Bell. Alexander Douala-Bell wurde ein Staatsbegräbnis zuteil, an dem nach offiziellen Angaben mehr als 150.000 Kameruner teilnahmen. Während er in Kamerun als „Vater des Vaterlandes“ bezeichnet wurde, wurde sein Tod in der deutschen Presse fast nicht wahrgenommen.